# Ingeniería logística
La ingeniería logística es una rama de la ingeniería que tiene como objeto de estudio el proceso, es decir, la compra, transporte, almacenaje y distribución de materias primas, productos semiterminados y productos terminados, para lograr una gestión eficiente de estas actividades. Su ámbito de aplicación se encuentra muy relacionada con los sistemas industriales y empresariales
La logística es, generalmente, una actividad de servicio asignada al centro de costes, pero proporciona valor vía la mejora de la satisfacción de cliente. Puede perder rápidamente ese valor si el cliente no queda satisfecho. El cliente final puede incluir un proceso o centro de trabajo dentro de las instalaciones de fabricación, un almacén donde se almacenan los artículos o el propio cliente final que utilizará el producto.

## Medidas de funcionamiento
Se utilizan diversas medidas de funcionamiento para examinar la eficacia de la logística de una organización. La más popular y extensamente usada es el costo agregado. El costo agregado es el costo total de comprar, transportar, almacenar y distribuir materias primas, productos intermedios y productos finales. Otra medida de funcionamiento, igualmente importante, es la tasa de relleno del cliente final: es el porcentaje de la demanda del cliente o consumidor final, que es inmediatamente satisfecho en su almacén.

## Cadena de suministro
Otro derivado mucho más popular y un uso completo del término logístico que ha aparecido en años recientes es la cadena de suministro. La cadena de suministro también contempla el encadenamiento eficiente de los extremos de suministro/compra y distribución de una organización. Mientras que la logística se fija en un solo escalón con el suministro y la distribución inmediatamente ligadas en vertical, la cadena de suministro contempla múltiples etapas, justo desde la compra de materias primas hasta la distribución final de mercancías al cliente.
Se basa en la premisa básica de que las actividades de suministro y distribución, si están integradas con la fabricación o actividades logísticas, pueden dar lugar a un mayor beneficio a la organización. Los mínimos locales del coste total de la operación de fabricación están siendo sustituidos por los mínimos globales de coste total de la cadena entera, dando por resultado un mayor beneficio para los miembros de cadena y, por lo tanto, costos más bajos para los productos.